# Impatiens chiangdaoensis
Impatiens chiangdaoensis är en balsaminväxtart som beskrevs av Daisuke Shimizu. Impatiens chiangdaoensis ingår i släktet balsaminer, och familjen balsaminväxter. Inga underarter finns listade i Catalogue of Life.